# 디에고 페로티
디에고 페로티(스페인어: Diego Perotti, 1988년 7월 26일 ~ )는 세리에 A의 살레르니타나에서 뛰는 아르헨티나의 축구 선수이다. 주로 윙어로 뛰며 양발을 잘 쓰는 선수로서, 공격형 미드필더 역시도 소화 가능하다.

## 클럽 경력
부에노스아이레스 주, 모레노에서 태어난 페로티는 2007년에 데포르티보 모론에서 스페인의 세비야 FC에 입단한다. 그는 안달루시아의 B-팀이 이제 막 세군다 디비시온으로 승격했을 때 계약했고, 팀을 잔류시키는데 일조하면서 그의 팀에서의 중요성을 입증하였다.
2008-09 시즌에 페로티는 B-팀에서 시작했지만, 1군팀에서 요청을 받아 2009년 2월 15일에 2-0으로 승리한 RCD 에스파뇰전에서 15분간을 뛰었다. 그는 그의 동기생인 디에고 카펠과 1군팀 경쟁을 자주 하였고, 5월 23일에 데포르티보 라코르냐전에서 그의 첫 골인90분 골 덕에 라 리가 3위로 시즌을 마감했고, 그후에 UEFA 챔피언스리그로 복귀했다.
2009-10 시즌 동안에 페로티는 카펠과의 경쟁에서 이겨 세비야의 주전 선수가 되었다. 2010년 3월 16일, 그는 챔피언스 리그 16강전에서 PFC CSKA 모스크바를 상대로 골망을 흔들었으나, 러시아 팀이 원정 경기에서 2-1 승리를 거둬 합계 3-2로 8강에 진출하였다.
2014년 7월 2일, 페로티는 세비야를 떠나 세리에 A의 제노아와 4년 계약을 맺었다.

## 국가대표팀 경력
2009년 11월 9일, 페로티는 아르헨티나 축구 국가대표팀에 첫 소집을 받았다. 그는 등번호 14번을 부여 받았고, 마드리드에서 열린 1-2로 패배한 스페인과의 친선전에서 FC 바르셀로나의 리오넬 메시와 교체 출전하며 마지막 몇분을 뛰며 데뷔전을 치렀다.

## 수상 경력

### 클럽
세비야
- UEFA 유로파리그: 2013–14
- 코파 델 레이: 2009–10
- 수페르코파 데 에스파냐: 준우승 2010